# IBF日本
IBF日本（別称 IBF JAPAN）は、かつて存在した日本のプロボクシングの団体。当初は国際ボクシング連盟（IBF）の日本支部として設立された。

## 歴史

### 設立経緯
渡嘉敷勝男とルペ・マデラがWBA世界ジュニアフライ級チャンピオンを競っていた1982～83年当時、奈良池田ジムの新垣諭が同級チャンピオンに挑戦する機会を待っていた。しかし、渡嘉敷とマデラは微妙な判定の試合を繰り返し、結果4度の対戦をすることになったため、新垣に長く挑戦の機会が与えられなかった。前世界王者の渡嘉敷のマッチメイクを優先する日本ボクシングコミッション（JBC）に対し、我慢の限界であった奈良池田ジムと新垣は、当時米国で設立されたばかりであり、JBCも公認を決めあぐねていたIBFのチャンピオン決定戦に出場することにした。しかし、これを承服しないJBCは奈良池田ジムをJBCから除名し、以後日本での試合を組むことを認めない判断を下した。これを受け奈良池田ジムは、池田久会長自らがIBFから日本での興行主として認定を受け、同時にUSBA/Iから改称したIBFが1983年に日本支部としてIBF日本設立を発表。IBF初代アジアコミッショナーには亜細亜民族同盟初代会長柳川次郎が就任し、池田会長らが役員に就任した。JBCはIBFの動きに対し「一国一コミッション」の原則を守るため、IBF日本を公認せず、IBF日本に参加した選手はライセンス無期限停止（事実上の除名）などの処分に課すと発表した。

### 設立後
1983年12月10日、IBF日本が大阪城ホールで初の興行を開催。ジュニアフライ級とジュニアバンタム級の世界王座決定戦を行う。日本から出場した新垣諭、春日井健の両選手は揃ってKO負け。新垣は脳挫傷で病院送りとなった。
1984年4月16日、新垣がエルマー・マガリャーノを8RKOで下し、IBF認定の初代世界バンタム級王者となる。1986年7月1日 亀田昭雄がテリー・マーシュの持つIBF世界ジュニアウェルター級王座に挑戦するが、6RTKOで敗退。
その一方で、JBCが頭部のCT検査を具現化し、義務付けられた同検査で異常が見つかった場合、JBCが該当者に対し引退勧告を行うこととなった。これをきっかけに、同じく引退勧告の対象となる網膜剥離を患ったケースも含めたボクサーがIBF日本に参戦した。
1985年に名古屋で行われたIBF日本の興行でバトル川上（川上正治・奈良池田ジム所属）が元日本ジュニアフライ級4位 (JBC) のライオン丸門口（神田吉昭・バトルホーク風間ジム）と対戦したが、川上が形勢不利になると試合中でありながら突如エキシビションマッチに変更になった。
1986年6月には、当時のIBF会長ロバート・リー立会いのもとに新日本プロレスと業務提携。その提携第2戦目として、1987年3月26日に新日本プロレスが大阪城ホールで開催した「INOKI闘魂LIVE PART2」では、南浩文に塚田敬が挑戦したIBF日本ライト級タイトルマッチ(10R)が行われた（3R 2分40秒KO勝ちで王者・南が防衛）。
1987年4月28日、レオン・スピンクスを招へいして、愛知県体育館でIBF中部日本協会設立3周年を記念した興行を開催。
同年には韓国でマーシャルアーツ日本キックボクシング連盟（MA日本）キックボクサー兼業の松田利彦（士道館）が崔漸煥の保持するIBF世界ジュニアフライ級王座に挑戦するも4RKO負け。
一時期、活動休止が続いていたが1997年夏、活動再開。飯泉健二のように網膜剥離でJBCのリングに上がれなくなったボクサーも出場した。また、当時JBC及びオサムジムとの軋轢を受けてJBCボクサー引退を余儀なくされていた西島洋介山にも声をかけていた。
渡久地隆人、八尋史朗、ロッキー・リンなど未加盟であるJBCのトップ選手を無断で世界ランキングに入れていた。
2000年代初頭には女子部門も設置。IBF京都に所属した山木うのを看板選手として女子プロレスラーの藤田愛らと対戦させた。
なお、2003年9月6日に京都府亀岡市（ガレリアかめおか・コンベンションホール）において開催した「IBF日本チャリティーKOボクシング」（IBF京都主催・ノンタイトル5試合）を最後に、IBF日本関連の興行は行われなくなった。
2011年6月8日、池田久逝去。
2013年4月にJBCがIBFに加盟するに至ったため、IBF日本は自然消滅の形になった。